# حفرة (تشريح)
في علم التشريح، الحفرة أو النُقرة أو الهَزمة (بالإنجليزية: Fossa)‏ هي انخفاض أو تجويف، يوجد عادة في العظام.

## الأمثلة

### الجمجمة
- حفرة القحف
  - حفرة القحف الأمامية
  - حفرة القحف المتوسطة
    - حفرة بين السويقتين

  - حفرة القحف الخلفية
- حفرة نخامية
- حفرة العظم الصدغي
  - حفرة الفك السفلي
  - حفرة وداجية
- حفرة تحت الصدغ
- الحفرة الجناحية الحنكية
- حفرة جناحية
- حفرة دمعية
  - حفرة الغدة الدمعية
  - حفرة كيس الدمع
- حفرة زورقية
- حفرة لقمية
- حفرة معينية

### الجذع
- حفرة بيضوية
- حفرة تحت الترقوة
- حفرة حرقفية
- حفرة مبيضية
- حفرة حوضية
- حفرة زورقية
  - الحفرة الزورقية للإحليل الذكري
  - حفرة دهليز المهبل
- حفرة إسكية شرجية

### الأطراف العليا
- حفرة فوق الترقوة
- حفرة كعبرية
- على عظم الكتف:
  - حفرة حقانية
  - حفرة فوق شوكة الكتف
  - حفرة تحت شوكة الكتف
  - حفرة تحت الكتف
- حفرة مرفقية
- حفرة زجية

### الأطراف السفلى
- الفتحة البيضوية الفخذية
- حفرة مدورية
- حفرة حقية
- حفرة مأبضية
- حفرة بين اللقمتين
  - حفرة بين اللقمتين الأمامية
  - حفرة بين اللقمتين الخلفية
- حفرة بين لقمتي الفخذ